# Jean Hepner
Jean Hepner (* 25. Oktober 1958) ist eine ehemalige US-amerikanische Tennisspielerin.

## Karriere
In Erinnerung ist Hepner für ihre Erstrundenbegegnung gegen Vicki Nelson beim WTA-Turnier in Richmond 1984. Diese Begegnung ging als längstes Match in die Damen-Tennisgeschichte ein, es dauerte 6 Stunden und 31 Minuten. Allein für den Tie-Break benötigten sie 1 Stunde und 47 Minuten. Zusätzlich hatte es auch den längsten Ballwechsel; dieser dauerte 29 Minuten, der Ball flog 643 Mal über das Netz. Sie verlor dieses Match mit 4:6 und 6:711.

## Abschneiden bei Grand-Slam Turnieren

### Einzel
| Turnier     | 1978 | 1979 | 1980 | 1981 | 1982 | 1983 | Bilanz | Karriere |
| ----------- | ---- | ---- | ---- | ---- | ---- | ---- | ------ | -------- |
| French Open | —    | —    | —    | —    | —    | 2    | 1:1    | 2        |
| Wimbledon   | —    | —    | —    | —    | —    | 1    | 0:1    | 1        |
| US Open     | 2    | —    | —    | 1    | 1    | 2    | 2:4    | 2        |